# Symplocos novogaliciana
Symplocos novogaliciana är en tvåhjärtbladig växtart som beskrevs av L.M.González. Symplocos novogaliciana ingår i släktet Symplocos och familjen Symplocaceae. Inga underarter finns listade i Catalogue of Life.